# Heterachthes mediovittatus
Heterachthes mediovittatus là một loài bọ cánh cứng trong họ Cerambycidae.